# Penegatetoren

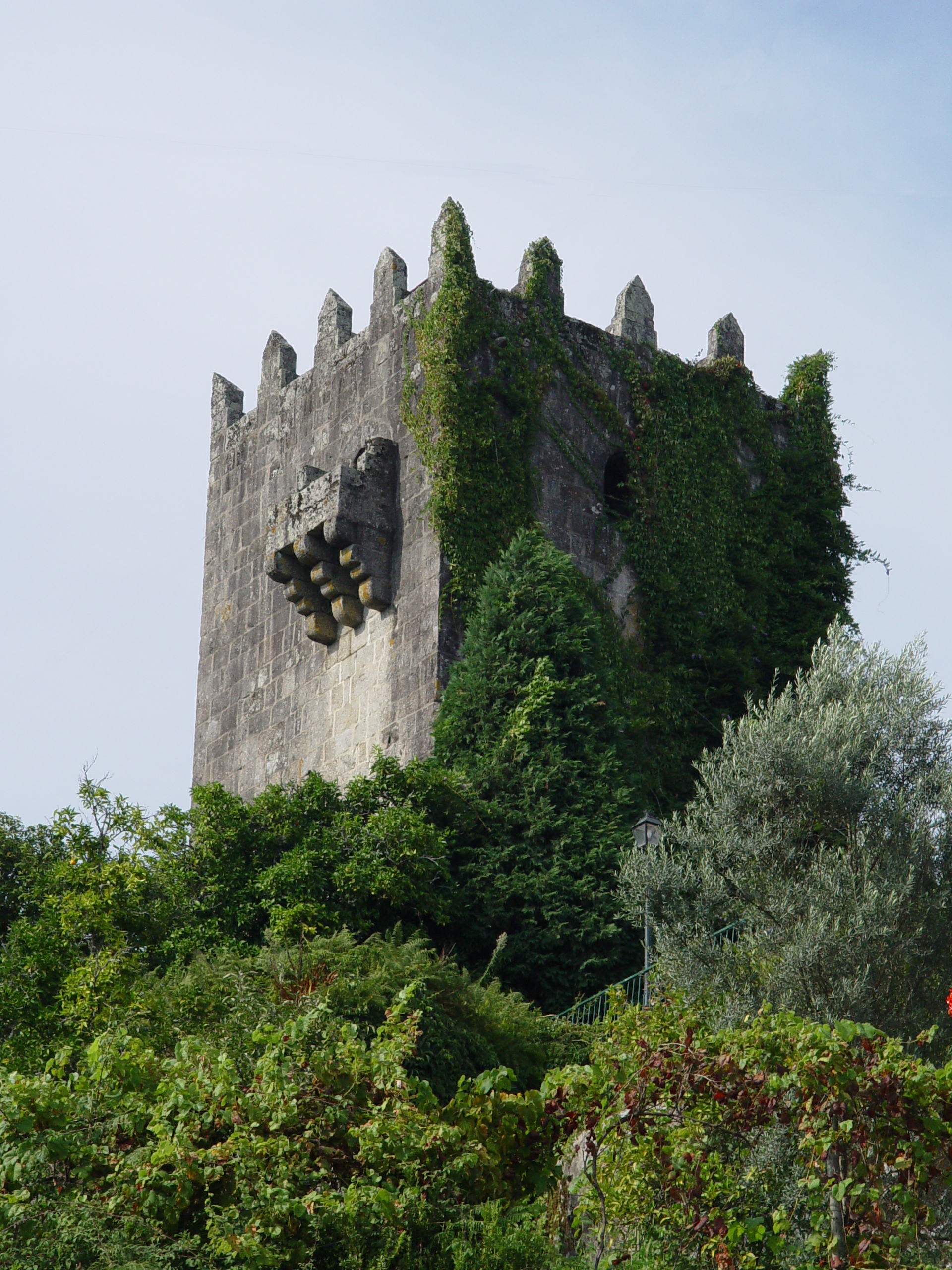
Penegatetoren.

De Penegatetoren, in het Portugees Torre de Penegate, is een vierhoekige toren, met 3 verdiepingen, gelegen in Vila Verde, Portugal.
Het werd gebouwd in de 14de eeuw in graniet.